# ريشارد لايزنج
ريشارد لايزنج Richard Leising (ولد في 24 مارس 1934 في شيمنيتس – ومات في 20 مايو 1997 في برلين) هو شاعر ألماني يعتبر ضمن مدرسة زاكسن الشعرية. منح جائزة كريستيان فاجنر في عام 1992.

## من أعماله
- الألبوم الشعري 97 : «ريشارد لايزنج» 1975
- الألمانية المحطمة